# Lambres
Lambres település Franciaországban, Pas-de-Calais megyében. Lakosainak száma 1066 fő (2022. január 1.). Lambres Aire-sur-la-Lys, Isbergues, Mazinghem, Quernes és Witternesse községekkel határos.

## Népesség
A település népességének változása:
| Lakosok száma | 1052 | 1054 | 1072 | 1061 | 1059 | 1062 | 1058 | 1062 | 1066 |
|               | 2013 | 2015 | 2016 | 2017 | 2018 | 2019 | 2020 | 2021 | 2022 |